# Reebok
Reebok est un équipementier sportif américain d'origine anglaise fondé en 1895 à Bolton dans le Grand Manchester, et filiale de la société américaine Authentic Brands Group depuis 2021.
Entre 2005 et 2021, elle faisait partie du groupe allemand Adidas.
Le siège social est à Boston (États-Unis), le siège européen à Amsterdam (Pays-Bas).

## Historique

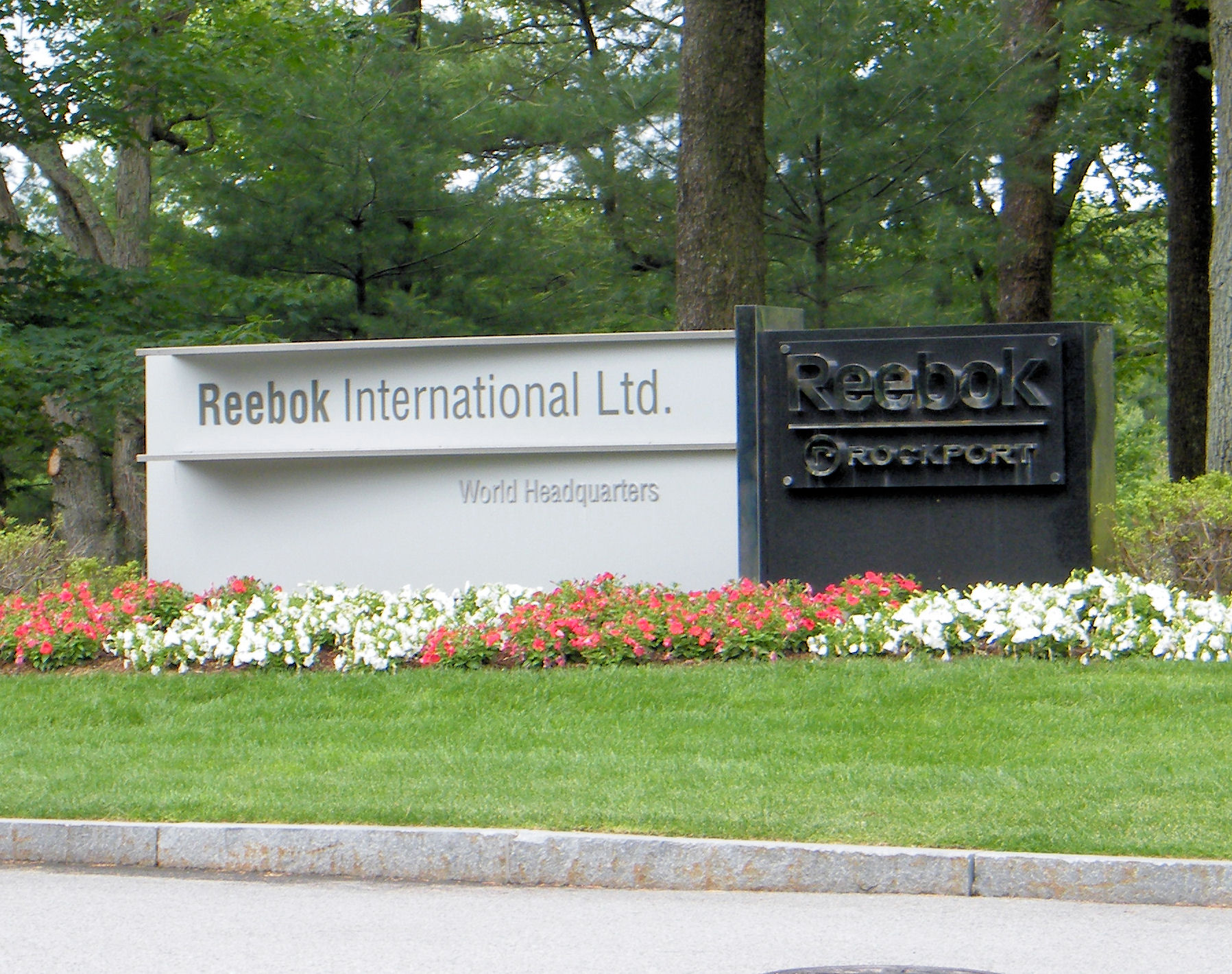
Canton, États-Unis : Ancien siège social de Reebok (2009-2017).

### Fondation et développement de la marque
Reebok naît en 1895 à Bolton, une ville située au nord-ouest de Manchester, à l'époque où Joseph William Foster était l'un des premiers à fabriquer des chaussures d'athlétisme à pointe (par exemple, souliers pour golf). La société J.W. Foster and Sons fabrique tous ses souliers à la main et acquiert une clientèle d'athlètes internationaux, en fournissant notamment les chaussures portées aux Jeux olympiques d'été de 1924 à Paris.
En 1958, Jeff et Joe Foster, les deux petits-fils du fondateur de la société la renomment Reebok, du nom d'une variété d'antilope sud-africaine appelée rhebok en afrikaans.

### 1979: Arrivée de Paul Fireman, conquête du marché américain
En 1979, le milliardaire américain Paul Fireman participe à un salon à Chicago et fut impressionné par une exposition de baskets en cuir cousues à la main appelées "Reeboks", qui ont été fabriquées par l'entreprise de chaussures de sport, J.W. Foster & Sons.
Fireman rachète les droits de marque pour l'Amérique du Nord et fonde une nouvelle compagnie, Reebok USA. La société se lance à l'assaut du marché nord-américain en vendant des chaussures de course à un prix jamais vu : 60 dollars.
En 1981, la filiale américaine vend pour plus de 1,5 milliard de dollars et sa croissance semble assurée pour plusieurs années. Elle est la première à produire un modèle de basket exclusivement féminin en 1982. Baptisée Reebok Freestyle, elle s'adresse aux femmes pratiquant une gymnastique qui sera bientôt à la mode : l'aérobic.[réf. souhaitée]

### 1984: Rachat par Reebok USA
En 1984, Paul Fireman et son entreprise Reebok USA rachètent l'entreprise d'origine basée en Angleterre à Joseph Wiliam Foster.
Un an après son rachat, Reebok est renommé Reebok International Limited par son nouvel acquéreur Paul Fireman, et devient une firme américaine. Depuis 1985, l'entreprise est cotée au New York Stock Exchange (NYSE), avec le sigle RBK.
C'est en janvier 1989 que le système à air comprimé connaît son heure de gloire. D'abord commercialisé chez Nike, Reebok y apporte une nouveauté : on peut désormais gonfler et dégonfler des coussins d'air dans la chaussure. La Reebok Pump est née. Au début, les ventes ne décollent pas, car les chaussures se vendent cher. En étendant le principe à toute une gamme de baskets et en faisant appel à une vedette du basket-ball américain dans une campagne de publicité massive, elle dégage d'importants profits. Par la suite, elle étend son activité à d'autres sports.[réf. souhaitée]

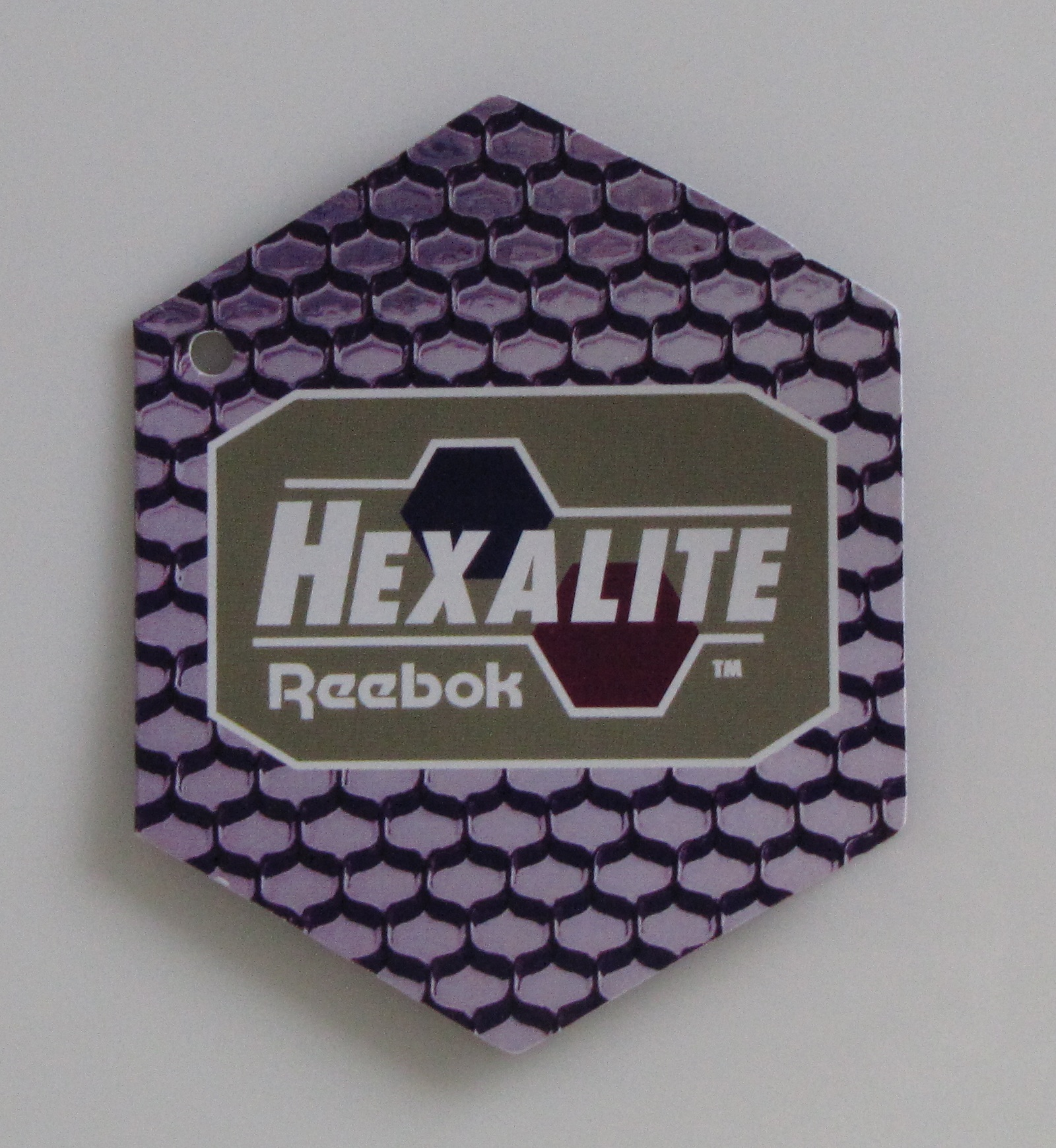
Logo du système Hexalite de Reebok.

En 2004, elle acquiert les marques d'équipement de hockey sur glace CCM, Jofa et Koho (company), devenant au passage, l'un des géants de l'industrie du hockey et concurrent principal de Bauer. Elle devient également le fournisseur officiel des uniformes pour les équipes de la Ligue nationale de hockey. En 2005, elle détient également les marques Rockport (chaussures), Greg Norman (golf) et Ralph Lauren Footwear.

### 2005: Acquisition par Adidas
Le 3 août 2005, par le biais d'une Offre publique d'achat (OPA) amicale, Adidas affiche son intention d'acheter cette multinationale. Adidas acquiert toutes les actions en circulation de Reebok et conclut la vente, pour un montant évalué à 3,8 milliards de dollars. Après l'acquisition, Adidas remplace Reebok en tant que fournisseur officiel d'uniformes et de vêtements pour la NBA en 2006, avec un contrat de 11 ans qui comprend aussi la WNBA et des maillots de remplacement et d'équipement d'échauffement.
Reebok nomme Paul Harrington président et chef de la direction de la société en janvier 2006, en remplacement de Paul Fireman qui était président intérimaire depuis 2004. Harrington a rejoint la société en 1994 et était vice-président principal des opérations mondiales et directeur de la chaîne d'approvisionnement de Reebok.
Le 22 janvier 2009, le siège de Reebok est transféré de Bolton à Canton, près de Boston dans les Massachusetts.
En cette même année, Reebok renoue avec l'innovation, en lançant le modèle Easytone, des semelles à air circulant sur coussinets, inspirés des ballons d'équilibre, censées raffermir les jambes et les fesses. Décliné par la suite sous différentes formes et fonctions : Traintone, Runtone, Simplytone et Slimtone.[réf. souhaitée]
En 2010, Reebok se spécialise dans des baskets ultra techniques : les chaussures toning. Pourvues de petits coussinets, elles sont conçues pour aider à stimuler les muscles du bas du corps. En 2011 les modèles ZigTech à la semelle en zigzag caractéristique apparaissent, suivis en 2012 de la Realflex, une chaussure extrêmement flexible.[réf. souhaitée]
Avec ses nouveaux produit ReeZig et ReeFlex, l'entreprise se tourne vers les amateurs de fitness, ainsi que le proclame la nouvelle campagne publicitaire de Reebok Crossfit : « The sport of fitness has arrived ».[réf. souhaitée]
Un nouveau logo est lancé en mars 2014, le delta, pour incarner le recentrage de sa stratégie mondiale dans le fitness. Les trois parties qui le composent symbolisent le mental, le physique et le social. En France, les égéries qui doivent personnifier cette nouvelle identité sont Laure Manaudou, les danseuses et chorégraphes Fauve Hautot et Laure Courtellemont et le boxeur Alexis Vastine.
En 2017, le siège de Reebok déménage et s'installe à Boston.

### 2021: Reprise par Authentic Brands Group (ABG)
Le 19 décembre 2020, Adidas annonce prendre une décision au plus tard en mars 2021 concernant l'avenir de Reebok au sein de son groupe. Une vente semble privilégiée, la banque JP Morgan Chase ayant été engagée par Adidas en novembre pour aider à la cession de Reebok.
Mi-2021, Adidas annonce avoir conclu un accord de vente de Reebok à l'entreprise Authentic Brands Group pour 2,1 milliards d'euros.
La vente à Authentic Brands Group est finalisée le 12 août 2021.
En septembre 2022, l'américain Todd Krinsky devient le nouveau patron de l'entreprise et remplace Matt O'Toole promu au poste de vice-président de la maison mère Authentic Brands Group.

## Identité visuelle (logo)

Logo de 1958 à 1977
Logo de 1977 à 1993, utilisé sur les modèles Ventilator, Freestyle, Pump et Classic
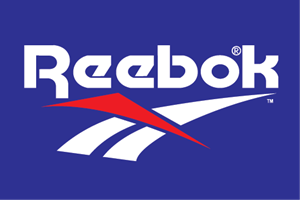
Logo de 1993 à 1997
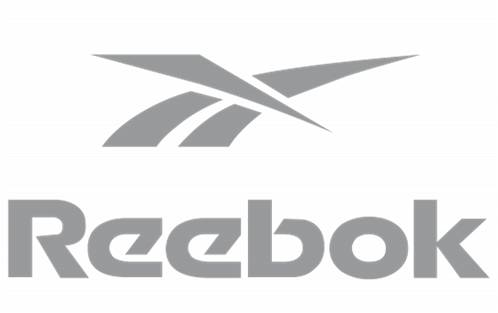
Logo de 1997 à 2000
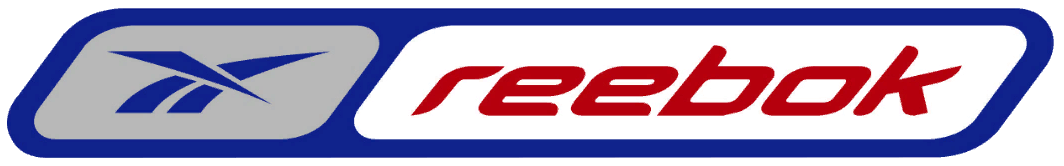
Logo de 2000 à 2005
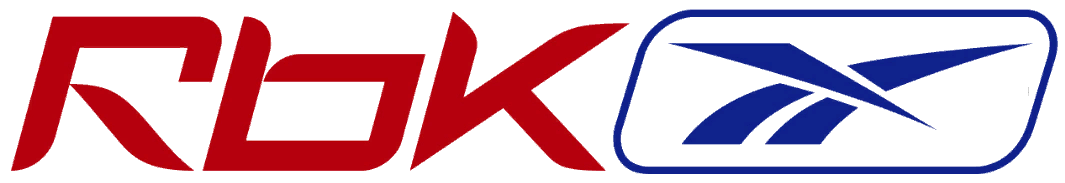
Logo de 2005 à 2008
Logo de 2008 à 2014
Logo de 2014 à 2019
Logo de 2019 à 2022
Logo depuis 2022, basé sur le vector historique[17]

## Équipementier officiel
Vers la fin des années 1990, Reebok s'engage aussi dans le parrainage de sportifs de haut niveau, telle que Venus Williams, la championne de tennis. En 2000, elle signe un accord de partenariat avec la National Football League (NFL). Elle signe avec la National Basketball Association (NBA) en 2001.[réf. souhaitée]
- Shaquille O'Neal, alors joueur chez le Magic d'Orlando, a essayé de concurrencer le logo Nike Air Jordan avec le « Shaq Dunkman Logo » dans les années 1990.[réf. souhaitée]
- Allen Iverson, ancien joueur des 76ers de Philadelphie, a signé un contrat à vie avec Reebok (DMX). Cet accord court sur les dix prochaines années pour 56,24 millions d'euros.[réf. souhaitée]
- Amélie Mauresmo meilleure joueuse française de tennis a signé avec Reebok tout juste avant Roland Garros 2005 quittant Nike. Mauresmo a 24 titres dont deux Grand Chelems, un masters, une médaille d'argent aux Jeux olympiques d'Athènes 2004, une Fed Cup en 2003 et a été numéro un mondial pendant 39 semaines.[réf. souhaitée]
- Thierry Henry a signé un contrat de sponsoring en 2006 passant ainsi de Nike à Reebok : il s'agit d'un grand retour de la marque dans le football mondial.[réf. souhaitée]
- Laure Manaudou a été l’une des nombreuses sportives représentées par la marque durant les Jeux olympiques de Londres de 2012[18].
- Reebok est également le sponsor du gardien du Real Madrid, Iker Casillas et du ballon d'or 2004 Andriy Chevtchenko, l'attaquant du Dynamo Kiev mais aussi de Ryan Giggs, l'ailier gauche de Manchester United, ainsi que Sidney Crosby et Pavel Datsiouk qui évoluent dans la Ligue nationale de hockey. Précédemment, elle fut l'équipementier de Raúl (capitaine du Real Madrid).[réf. souhaitée]

### Athlétisme
| - Simone Facey - Dexter Lee - Micah Kogo - Nick Willis | - Carolina Klüft - Aries Merritt - Ifti Dranzer - Shalonda Solomon - Blake Russell |  |

### Baseball
| - Justin Morneau - David Ortiz - Hunter Pence - Josh Beckett - Justin Verlander | - Tommy Hanson - Heath Bell - Kelly Shoppach - Mike Moustakas |  |

### Basketball
| - Allen Iverson - Isaiah Thomas - Ramon Sessions - Jameer Nelson | - Jason Terry - Maalik Wayns - Shaquille O'Neal - Shawn Kemp |  |

### Boxe
- Jeff Fenech[22]
- Amir Khan
- Floyd Mayweather
- Robert Guerrero
- TJ Brody

### Crosse
- NLL - toutes les équipes[23],[24]
- Brodie Merrill[19]
- Dan Dawson[19]
- Mark Steenhuis[19]
- Zack Greer[19]

### CrossFit
- Rich Froning Jr.[25]

### Football
Depuis le 1er juillet 2009, Reebok est devenu l'équipementier du Racing Club de Lens et le restera jusqu'à la fin de la saison 2010-2011[réf. souhaitée].
La firme sponsorise également les huit équipes formant la A-league dans le Championnat d'Australie de football[réf. souhaitée].

### Football américain
| - Vince Young - Matt Hasselbeck - Eli Manning - Philip Rivers | - Matt Birk - Roddy White - Jamaal Charles - Knowshon Moreno - Santonio Holmes |  |

### Hockey sur glace
| - LNH – toutes les équipes - LAH - toutes les équipes - ECHL - toutes les équipes - LCH - toutes les équipes |

### Mixed Martial Arts
- Fournisseur officiel de l'Ultimate Fighting Championship (UFC).
- Anthony Pettis (UFC[29]
- Johny Hendricks (UFC)[29]
- Joanna Jędrzejczyk (UFC) [30]
- Ronda Rousey (UFC)[29]
- Paige VanZant (UFC)[29]
- Conor McGregor (UFC)[31]
- Georgi Karakhanyan (Bellator MMA)[32]

### Rugby à XV
- La marque équipe également la franchise de rugby à XV des Sharks, basée à Durban, en Afrique du Sud.[réf. souhaitée]

### Autres sponsorings
- Force India (Formule 1)[33]
- Logan Otis (Ski freestyle)[19]
- Aly Raisman (Gymnastique)

## Modèles de chaussure

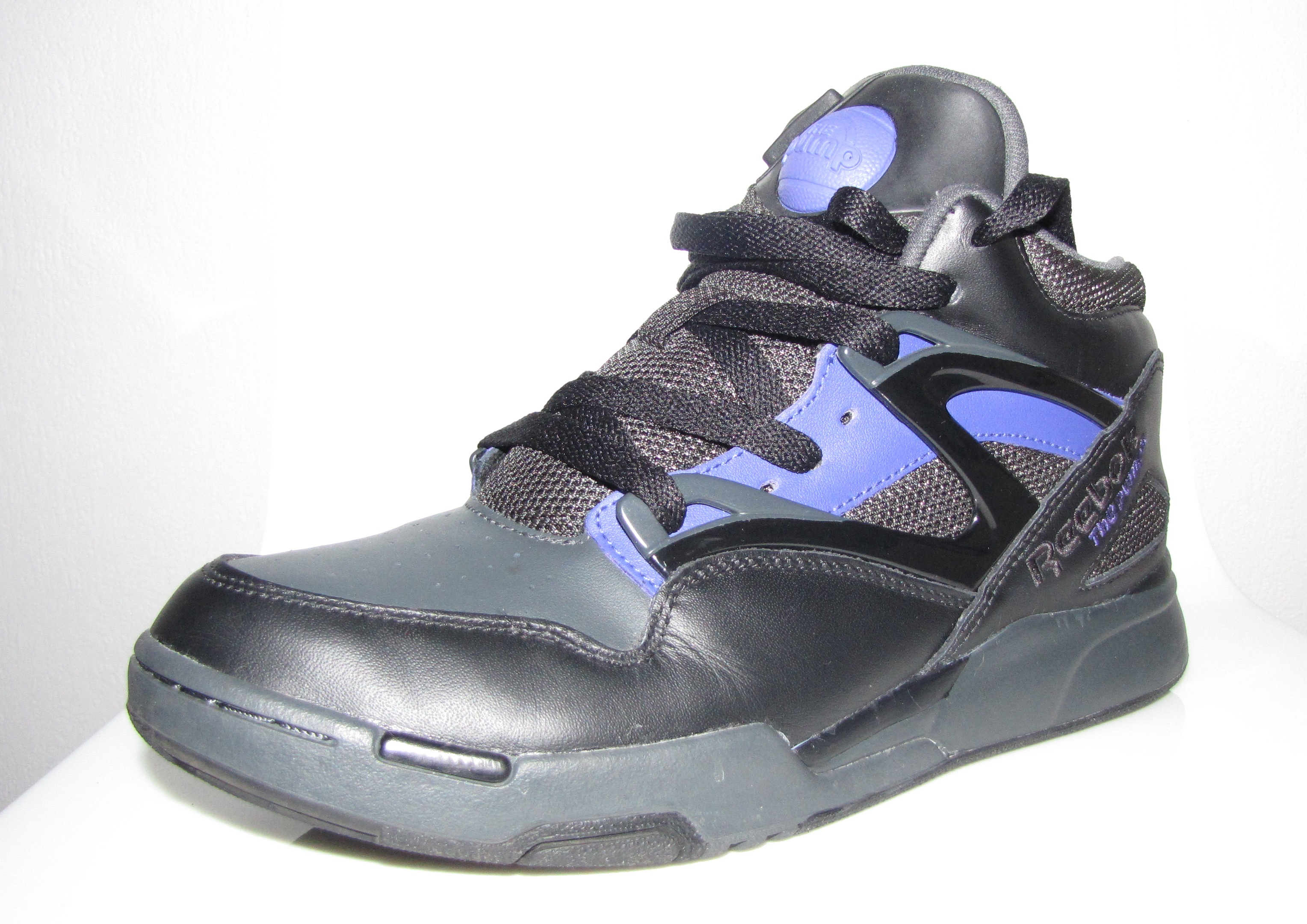
Une Reebok Omni Lite The Pump.

- Hexalite
- Reebok Pump
- Neo logo
- NPC
- Classic
- Reezig
- Aztrek
- Reebok Freestyle
- Reebok Princess
- Reebok Club C
- Reebok BlackTop
- Reebok Nano